# Nikita Contini
Nikita Contini Baranovsky (en alfabeto cirílico: Нікіта Контіні-Барановський; Cherkasy, Óblast de Cherkasy, Ucrania, 21 de mayo de 1996) es un futbolista ucraniano-italiano. Juega de guardameta y actualmente juega en la S. S. C. Napoli de la Serie A de Italia.

## Trayectoria
Nacido en Ucrania de madre local y padre italiano, se mudó con 3 años de edad a la ciudad paterna, Giugliano de Campania, en la Ciudad metropolitana de Nápoles. Se formó en las categorías inferiores del Napoli.
Desde el verano de 2015 fue cedido por el Napoli a varios clubes militando en la tercera división italiana: el 20 de julio de 2015 al S. P. A. L. de Ferrara (13 presencias y 14 goles en contra), el 19 de agosto de 2016 al Carrarese (4 presencias y 6 goles en contra), el 24 de enero de 2017 al Taranto (6 presencias y 12 goles en contra), el 25 de julio de 2017 al Pontedera (38 presencias y 50 goles en contra), el 22 de agosto de 2018 al Robur Siena (36 presecias y 37 goles en contra). El 23 de julio de 2019 fue cedido al Virtus Entella de la Serie B (33 presencias y 44 goles en contra). En la temporada 2020-21 se quedó en el equipo napolitano, pero al curso siguiente volvió a ser cedido, siendo su nuevo destino el F. C. Crotone. A mitad de campaña se canceló la cesión y recaló en el L. R. Vicenza Virtus. Siguió acumulando cesiones en la temporada 2022-23, esta vez en la U. C. Sampdoria y la Reggina 1914.
En la temporada 2023-24 asumió el rol de tercer portero del Napoli, por detrás de Alex Meret y Pierluigi Gollini. Debutó con la camiseta napolitana, y al mismo tiempo en la Serie A, el 29 de diciembre de 2023, cuando ingresó en el minuto 74 en sustitución del lesionado Meret, en el partido en casa contra el Monza, que terminó con un empate 0-0 y correspondía a la jornada 18 del campeonato. Se mantuvo como tercer portero también el año siguiente, por detrás de Meret y Simone Scuffet; al final de la temporada el Napoli conquistó el Scudetto, aunque Contini no llegó a disputar ningún minuto en el campo.

## Clubes
| Club                              | País   | Año       |
| --------------------------------- | ------ | --------- |
| S. P. A. L. (cedido)              | Italia | 2015-2016 |
| Carrarese Calcio (cedido)         | Italia | 2016-2017 |
| Taranto F. C. 1927 (cedido)       | Italia | 2017      |
| U. S. Città di Pontedera (cedido) | Italia | 2017-2018 |
| Robur Siena (cedido)              | Italia | 2018-2019 |
| Virtus Entella (cedido)           | Italia | 2019-2020 |
| S. S. C. Napoli                   | Italia | 2020-2021 |
| F. C. Crotone (cedido)            | Italia | 2021-2022 |
| L. R. Vicenza Virtus (cedido)     | Italia | 2022      |
| U. C. Sampdoria (cedido)          | Italia | 2022-2023 |
| Reggina 1914 (cedido)             | Italia | 2023      |
| S. S. C. Napoli                   | Italia | 2023-     |

## Palmarés

### Títulos nacionales
| Título  | Club            | País   | Año  |
| ------- | --------------- | ------ | ---- |
| Serie A | S. S. C. Napoli | Italia | 2025 |